# Heptabrachia celebensis
Heptabrachia celebensis är en ringmaskart som först beskrevs av Southward 1961.  Heptabrachia celebensis ingår i släktet Heptabrachia och familjen skäggmaskar. Inga underarter finns listade i Catalogue of Life.